# Les Perles rouges
Les Perles rouges (As Pérolas rubras) é o título de uma coleção de sonetos publicado por Robert de Montesquiou em 1899. Uma edição de luxo foi ornamentada de  4 gravuras pelo artista francês 
Albert Besnard (1849-1934). O assunto do livro é a época clássica do Palácio de Versalhes: seus artistas, sua arquitetura, jardins, estátuas ..., figuras históricas; e em associação a tudo isto, para completar, a paisagem que serviu de base e cenário para tudo que aconteceu lá. 